# Insignium (Band)
Insignium ist eine deutsche Black-Metal-Band, welche im Frühjahr 1996 in Hagen gegründet wurde.

## Geschichte
Nach vielen Besetzungswechseln nahmen Insignium im Januar 1999 das Demo Insignia Risen auf, welches erst im Mai desselben Jahres veröffentlicht wurde.
Im Februar 2000 erschien ein Lied Insigniums auf dem „Unerhört-Sampler“ des Musikmagazines Rock Hard.
Nach einigen Live-Auftritten nahm die Band im Dezember 2003 ein neues Album auf, diesmal gänzlich ohne Keyboards. Am 31. Januar 2005 erschien bei dem deutschen Label „Black Attakk“ das Album In die Abgründe, welches vor allem von H. P. Lovecraft beeinflusst ist.

## Diskografie

### Demos
- 1999: Insignia Risen
- 2004: Promo 2004

### Alben
- 2005: In die Abgründe
- 2018: Infamie und Urgewalt – Wenn Altes sich erhebt